# Marco Rossi (calciatore 1964)
Marco Rossi (Torino, 9 settembre 1964) è un allenatore di calcio ed ex calciatore italiano, di ruolo difensore, commissario tecnico della nazionale ungherese.

## Caratteristiche tecniche
Impiegato a inizio carriera come terzino sinistro, nelle ultime stagioni ha giocato da libero.

## Carriera

### Giocatore
Cresciuto nel vivaio del Torino, con la cui squadra Primavera vince una Coppa Italia e un Torneo di Viareggio, esordisce in Serie A nella stagione 1983-1984 in Torino-Ascoli (0-0), il 18 marzo 1984. Passa al Campania, dove rimane tre stagioni in Serie C1. Nel 1987 passa al Catanzaro, neopromosso in Serie B: i calabresi, da matricola, mancano di un punto la promozione in Serie A e Rossi è titolare in difesa.
Nel 1988 passa al Brescia, dove disputa cinque campionati consecutivi conquistando la promozione in Serie A nel 1992. Nel 1993, dopo la retrocessione delle Rondinelle, passa alla Sampdoria per 2,5 miliardi di lire, e vi resta per due stagioni di massima serie; in questo frangente viene inserito nel database del videogioco FIFA 97 con il rating più alto del gioco, corrispondente a 97. Alla scadenza del contratto col club genovese, a 31 anni, si trasferisce all'estero, prima in Messico all'América, poi in Germania all'Eintracht Francoforte.
Nel 1997 torna in Italia per concludere la carriera professionista al Piacenza, con cui conquista la salvezza in Serie A in una stagione condizionata da ripetuti infortuni. Gioca tre stagioni nei dilettanti, una con l'Ospitaletto (retrocessione in Eccellenza a causa dell'ultimo posto) e due con il Salò (in Eccellenza Lombarda).

### Allenatore

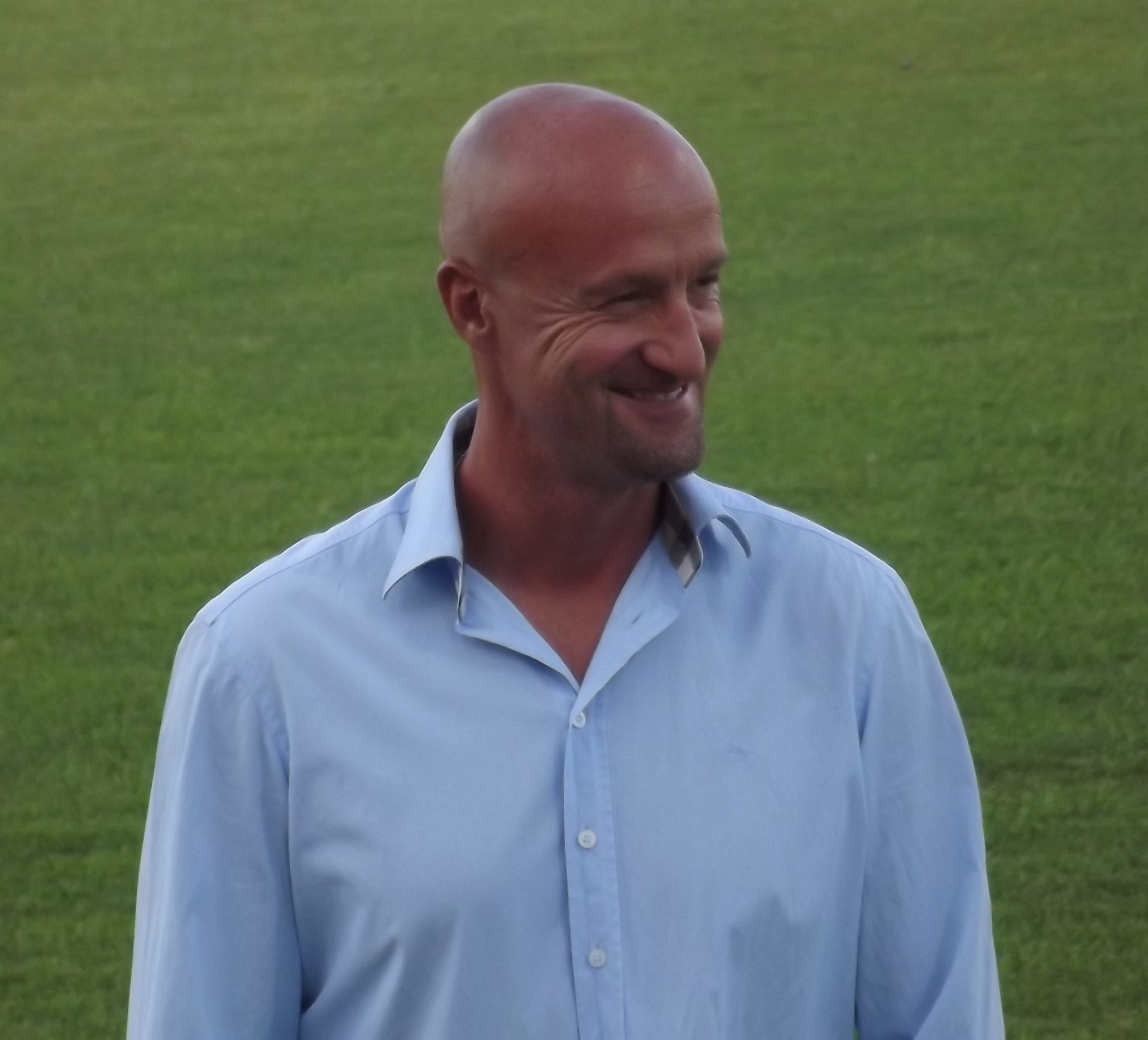
Marco Rossi nel 2013

Allena la Berretti del Lumezzane. Successivamente promosso alla guida della prima squadra in Serie C1, rimane dall'estate 2004 a marzo 2006 quando è esonerato a causa del penultimo posto in classifica. Nel 2006 è assunto dalla Pro Patria ed è esonerato e poi richiamato. Nella stagione 2008-2009 è alla guida dello Spezia, in Serie D, ottenendo il 2º posto e i conseguenti playoff. La squadra è eliminata nei play-off nazionali. Da gennaio del 2009 allena la Scafatese in Lega Pro Seconda Divisione e a fine aprile è esonerato, per poi essere reintegrato dopo alcune ore alla guida dei campani, con cui ottiene la salvezza. In agosto 2010 assume la guida della Cavese, venendo esonerato il 14 febbraio successivo con la squadra ultima in classifica, a causa dei 7 punti di penalizzazione inflitti dalla federazione.
Segue un periodo di inattività in cui medita di lasciare il calcio per lavorare nello studio di commercialista del fratello. Il 1º giugno 2012 arriva la chiamata dell'Honvéd, club militante nel campionato ungherese con cui disputa l'Europa League 2012-2013. Con gli ungheresi ottiene il terzo posto nel campionato 2012-2013 e l'accesso ai preliminari d'Europa League, in cui è eliminato al secondo turno. A fine stagione è confermato, ma il 28 aprile 2014 si dimette con la squadra ottava in classifica. Il 9 febbraio 2015 torna alla guida del club magiaro, che nel frattempo ha cambiato quattro allenatori e si trova invischiato nella lotta per evitare la retrocessione; raggiunge la semifinale di Coppa di Lega e la salvezza.
Il 20 aprile 2016 celebra le 100 panchine con la Honvéd conquistando la vittoria (2-1) sul campo del Diósgyőr.
Termina la stagione 2015-2016 al settimo posto con la salvezza e porta i suoi agli ottavi di finale in Coppa d'Ungheria. Nella stagione 2016-2017 arriva in semifinale nella Coppa d'Ungheria e, dopo avere vinto per 1-0 lo scontro diretto all'ultima giornata contro il Fehérvár, termina il campionato al primo posto, facendo tornare al successo la squadra di Kispest dopo ventiquattro anni. Primo tecnico italiano a vincere un trofeo nel paese magiaro, viene premiato come allenatore dell'anno del campionato ungherese.
Nel giugno 2017 rassegna le dimissioni per divergenze economiche con la società.
Il 26 marzo 2018 viene premiato a Coverciano con la Panchina d'oro speciale, premio riservato ai tecnici italiani vincitori di un campionato all'estero.
L'11 giugno 2017 viene ufficializzato il suo ingaggio, per due anni, come allenatore del DAC Dunajská Streda, militante nella massima serie slovacca. Nella prima stagione porta il club al terzo posto in campionato, che rappresenta il miglior piazzamento della storia del club, qualificando la squadra all'Europa League.
Il 20 giugno 2018, subito dopo l'esonero di Georges Leekens, viene scelto come nuovo tecnico della nazionale ungherese, in vista degli immininenti impegni nella UEFA Nations League 2018-2019, che la squadra chiude al secondo posto nel proprio girone di Lega C. Una modifica regolamentare ammetterà comunque i magiari alla Lega B del torneo.
Battendo nella gara di spareggio l'Islanda agli spareggi, il 12 novembre 2020 la squadra di Rossi ottiene la qualificazione al campionato d'Europa 2020, posticipato all'estate 2021 a causa della pandemia di COVID-19.
Nella fase finale del campionato europeo l'Ungheria, inserita in un difficile girone, viene battuta per 0-3 dal Portogallo campione d'Europa in carica, per poi pareggiare (1-1) contro i campioni del mondo della Francia e (2-2) contro la Germania, risultati che sanciscono l'eliminazione della squadra dal torneo. La selezione magiara ottiene poi, con 3 vittorie in 6 partite, il primo posto nel proprio girone di Lega B della UEFA Nations League 2020-2021, venendo promossa nella Lega A del torneo. 
Nel girone di Lega A della UEFA Nations League 2022-2023 la squadra di Rossi compie grandi progressi, cogliendo ben 3 successi in 4 partite contro Germania (sconfitta per 0-1 a Lipsia) e Inghilterra (battuta a Budapest e per 0-4 a Londra), ma manca uno storico approdo alla final four del torneo a causa delle due sconfitte contro l'Italia, che relegano i magiari al secondo posto del raggruppamento, valevole per il mantenimento della categoria.
Al campionato d'Europa 2024 arriva terzo nel girone A dietro a Germania e Svizzera con una vittoria e due sconfitte mancando l'accesso agli ottavi.

## Statistiche

### Statistiche da allenatore
Statistiche aggiornate al 6 giugno 2025. In grassetto le competizioni vinte.
| Stagione          | Squadra             | Campionato        | Campionato | Campionato | Campionato | Campionato | Coppe nazionali | Coppe nazionali | Coppe nazionali | Coppe nazionali | Coppe nazionali | Coppe continentali | Coppe continentali | Coppe continentali | Coppe continentali | Coppe continentali | Altre coppe | Altre coppe | Altre coppe | Altre coppe | Altre coppe | Totale | Totale | Totale | Totale | % Vittorie | Piazzamento     |
| Stagione          | Squadra             | Comp              | G          | V          | N          | P          | Comp            | G               | V               | N               | P               | Comp               | G                  | V                  | N                  | P                  | Comp        | G           | V           | N           | P           | G      | V      | N      | P      | %          | Piazzamento     |
| ----------------- | ------------------- | ----------------- | ---------- | ---------- | ---------- | ---------- | --------------- | --------------- | --------------- | --------------- | --------------- | ------------------ | ------------------ | ------------------ | ------------------ | ------------------ | ----------- | ----------- | ----------- | ----------- | ----------- | ------ | ------ | ------ | ------ | ---------- | --------------- |
| 2004-2005         | Lumezzane           | C1                | 36         | 11         | 11         | 14         | CI+CI-C         | 3+4             | 1+1             | 1+1             | 1+2             | -                  | -                  | -                  | -                  | -                  | -           | -           | -           | -           | -           | 43     | 13     | 13     | 17     | 30,23      | 12º             |
| 2005-mar. 2006    | Lumezzane           | C1                | 26         | 5          | 8          | 13         | CI+CI-C         | 1+2             | 0+1             | 0+0             | 1+1             | -                  | -                  | -                  | -                  | -                  | -           | -           | -           | -           | -           | 29     | 6      | 8      | 15     | 20,69      | Eson.           |
| Totale Lumezzane  | Totale Lumezzane    | Totale Lumezzane  | 62         | 16         | 19         | 27         |                 | 10              | 3               | 2               | 5               |                    | -                  | -                  | -                  | -                  |             | -           | -           | -           | -           | 72     | 19     | 21     | 32     | 26,39      |                 |
| 2006-2007         | Pro Patria          | C1                | 19         | 6          | 5          | 8          | CI-C            | 5               | 2               | 2               | 1               | -                  | -                  | -                  | -                  | -                  | -           | -           | -           | -           | -           | 24     | 8      | 7      | 9      | 33,33      | Eson., Sub. 10º |
| 2007-2008         | Pro Patria          | C1                | 34+2       | 7+0        | 17+1       | 10+1       | CI-C            | 6               | 4               | 1               | 1               | -                  | -                  | -                  | -                  | -                  | -           | -           | -           | -           | -           | 42     | 11     | 19     | 12     | 26,19      | 14º             |
| Totale Pro Patria | Totale Pro Patria   | Totale Pro Patria | 53+2       | 13+0       | 22+1       | 18+1       |                 | 11              | 6               | 3               | 2               |                    | -                  | -                  | -                  | -                  |             | -           | -           | -           | -           | 66     | 19     | 26     | 21     | 28,79      |                 |
| 2008-2009         | Spezia              | D                 | 36+4       | 23+2       | 9+1        | 4+1        | -               | -               | -               | -               | -               | -                  | -                  | -                  | -                  | -                  | -           | -           | -           | -           | -           | 40     | 25     | 10     | 5      | 62,50      | 2º              |
| gen.-giu. 2010    | Scafatese           | 2D                | 14         | 5          | 4          | 5          | CI-LP           | -               | -               | -               | -               | -                  | -                  | -                  | -                  | -                  | -           | -           | -           | -           | -           | 14     | 5      | 4      | 5      | 35,71      | Sub. 13º        |
| 2010-feb. 2011    | Cavese              | 1D                | 23         | 6          | 8          | 9          | CI-LP           | 2               | 1               | 0               | 1               | -                  | -                  | -                  | -                  | -                  | -           | -           | -           | -           | -           | 25     | 7      | 8      | 10     | 28,00      | Eson.           |
| 2012-2013         | Honvéd              | NBI               | 30         | 15         | 7          | 8          | MK+MKL          | 5+8             | 3+3             | 0+2             | 2+3             | UEL                | 4                  | 2                  | 0                  | 2                  | -           | -           | -           | -           | -           | 47     | 23     | 9      | 15     | 48,94      | 3º              |
| 2013-apr. 2014    | Honvéd              | NBI               | 26         | 9          | 6          | 11         | MK+MKL          | 3+6             | 1+1             | 1+1             | 1+4             | UEL                | 4                  | 2                  | 0                  | 2                  | -           | -           | -           | -           | -           | 39     | 13     | 8      | 18     | 33,33      | Dimis.          |
| feb.-giu. 2015    | Honvéd              | NBI               | 13         | 3          | 6          | 4          | MK+MKL          | 0+6             | 4               | 0               | 2               | -                  | -                  | -                  | -                  | -                  | -           | -           | -           | -           | -           | 19     | 7      | 6      | 6      | 36,84      | Sub. 13º        |
| 2015-2016         | Honvéd              | NBI               | 33         | 12         | 7          | 14         | MK              | 3               | 1               | 0               | 2               | -                  | -                  | -                  | -                  | -                  | -           | -           | -           | -           | -           | 36     | 13     | 7      | 16     | 36,11      | 8º              |
| 2016-2017         | Honvéd              | NBI               | 33         | 20         | 5          | 8          | MK              | 5               | 3               | 0               | 2               | -                  | -                  | -                  | -                  | -                  | -           | -           | -           | -           | -           | 38     | 23     | 5      | 10     | 60,53      | 1º              |
| Totale Honvéd     | Totale Honvéd       | Totale Honvéd     | 135        | 59         | 31         | 45         |                 | 36              | 16              | 4               | 16              |                    | 8                  | 4                  | 0                  | 4                  |             | -           | -           | -           | -           | 179    | 79     | 35     | 65     | 44,13      |                 |
| 2017-2018         | DAC Dunajská Streda | SL                | 32         | 16         | 9          | 7          | SP              | 5               | 4               | 0               | 1               | -                  | -                  | -                  | -                  | -                  | -           | -           | -           | -           | -           | 37     | 20     | 9      | 8      | 54,05      | 3º              |
| lug. 2018         | DAC Dunajská Streda | SL                | -          | -          | -          | -          | SP              | -               | -               | -               | -               | UEL                | 2                  | 1                  | 1                  | 0                  | -           | -           | -           | -           | -           | 2      | 1      | 1      | 0      | 50,00      | Dimis.          |
| Totale DAC Streda | Totale DAC Streda   | Totale DAC Streda | 32         | 16         | 9          | 7          |                 | 5               | 4               | 0               | 1               |                    | 2                  | 1                  | 1                  | 0                  |             | -           | -           | -           | -           | 39     | 21     | 10     | 8      | 53,85      |                 |
| Totale carriera   | Totale carriera     | Totale carriera   | 360        | 140        | 105        | 116        |                 | 64              | 30              | 9               | 25              |                    | 8                  | 4                  | 0                  | 4                  |             | -           | -           | -           | -           | 433    | 174    | 114    | 145    | 40,18      |                 |

#### Nazionale
| Squadra  | Naz                 | dal            | al       | Record | Record | Record | Record     | Record | Record | Record | Record |
| G        | V                   | N              | P        | GF     | GS     | DR     | % Vittorie |        |        |        |        |
| -------- | ------------------- | -------------- | -------- | ------ | ------ | ------ | ---------- | ------ | ------ | ------ | ------ |
| Ungheria | Ungheria (bandiera) | 19 giugno 2018 | in corso | 75     | 34     | 17     | 24         | 98     | 90     | +8     | 45,33  |

#### Nazionale nel dettaglio
| 2018                      | Ungheria        | UEFA Nations League 2018-2019 | 2º nel Gruppo 2 di Lega C                                         | 6  | 3  | 1  | 2  | 50,00   | 9  | 6  | +3 |
| 2019                      | Ungheria        | Qual. Europeo 2020            | 4º nel Gruppo E, qualificato dopo i play-off                      | 8  | 4  | 0  | 4  | 50,00   | 8  | 11 | -3 |
| ott.-nov. 2020 (play-off) | Ungheria        | Qual. Europeo 2020            | 4º nel Gruppo E, qualificato dopo i play-off                      | 2  | 2  | 0  | 0  | 100,00& | 5  | 2  | +3 |
| 2020                      | Ungheria        | UEFA Nations League 2020-2021 | 1º nel Gruppo 3 della Lega B, promozione in Lega A                | 6  | 3  | 2  | 1  | 50,00   | 7  | 4  | +3 |
| 2021                      | Ungheria        | Qual. Mondiali 2022           | 4º nel Gruppo I, non qualificato                                  | 10 | 5  | 2  | 3  | 50,00   | 19 | 13 | +6 |
| giu.-lug. 2021            | Ungheria        | Euro 2020                     | 4º nel Gruppo F                                                   | 3  | 0  | 2  | 1  | &0,00   | 3  | 6  | -3 |
| 2022                      | Ungheria        | UEFA Nations League 2022-2023 | 2º nel Gruppo 1 di Lega A                                         | 6  | 3  | 1  | 2  | 50,00   | 8  | 5  | +3 |
| 2023                      | Ungheria        | Qual. Euro 2024               | 1º nel Gruppo G, qualificato                                      | 8  | 5  | 3  | 0  | 62,50   | 16 | 7  | +9 |
| giu.-lug. 2024            | Ungheria        | Euro 2024                     | 3º nel Gruppo A                                                   | 3  | 1  | 0  | 2  | 33,33   | 2  | 5  | -3 |
| 2024                      | Ungheria        | UEFA Nations League 2024-2025 | 3º nel Gruppo 3 di Lega A, retrocesso in Lega B dopo gli spareggi | 6  | 1  | 3  | 2  | 16,67   | 4  | 11 | -7 |
| 2025                      | Ungheria        | UEFA Nations League 2024-2025 | 3º nel Gruppo 3 di Lega A, retrocesso in Lega B dopo gli spareggi | 2  | 0  | 0  | 2  | &0,00   | 1  | 6  | -5 |
| Dal 2018                  | Ungheria        | Amichevoli                    |                                                                   | 15 | 7  | 3  | 5  | 46,67   | 16 | 14 | +2 |
| Totale Ungheria           | Totale Ungheria | Totale Ungheria               | Totale Ungheria                                                   | 75 | 34 | 17 | 24 | 45,33   | 98 | 90 | +8 |

#### Panchine da commissario tecnico della nazionale ungherese
| Cronologia completa delle presenze e delle reti in nazionale ― Ungheria | Cronologia completa delle presenze e delle reti in nazionale ― Ungheria | Cronologia completa delle presenze e delle reti in nazionale ― Ungheria | Cronologia completa delle presenze e delle reti in nazionale ― Ungheria | Cronologia completa delle presenze e delle reti in nazionale ― Ungheria | Cronologia completa delle presenze e delle reti in nazionale ― Ungheria | Cronologia completa delle presenze e delle reti in nazionale ― Ungheria | Cronologia completa delle presenze e delle reti in nazionale ― Ungheria |
| Data                                                                    | Città                                                                   | In casa                                                                 | Risultato                                                               | Ospiti                                                                  | Competizione                                                            | Reti                                                                    | Note                                                                    |
| ----------------------------------------------------------------------- | ----------------------------------------------------------------------- | ----------------------------------------------------------------------- | ----------------------------------------------------------------------- | ----------------------------------------------------------------------- | ----------------------------------------------------------------------- | ----------------------------------------------------------------------- | ----------------------------------------------------------------------- |
| 8-9-2018                                                                | Tampere                                                                 | Finlandia                                                               | 1 – 0                                                                   | Ungheria                                                                | UEFA Nations League 2018-2019 - Lega C                                  | -                                                                       | Cap: Á. Szalai                                                          |
| 11-9-2018                                                               | Budapest                                                                | Ungheria                                                                | 2 – 1                                                                   | Grecia                                                                  | UEFA Nations League 2018-2019 - Lega C                                  | Roland Sallai László Kleinheisler                                       | Cap: Á. Szalai                                                          |
| 12-10-2018                                                              | Atene                                                                   | Grecia                                                                  | 1 – 0                                                                   | Ungheria                                                                | UEFA Nations League 2018-2019 - Lega C                                  | -                                                                       | Cap: Á. Szalai                                                          |
| 15-10-2018                                                              | Tallinn                                                                 | Estonia                                                                 | 3 – 3                                                                   | Ungheria                                                                | UEFA Nations League 2018-2019 - Lega C                                  | Dominik Nagy 2 Ádám Szalai                                              | Cap: Á. Szalai                                                          |
| 15-11-2018                                                              | Budapest                                                                | Ungheria                                                                | 2 – 0                                                                   | Estonia                                                                 | UEFA Nations League 2018-2019 - Lega C                                  | Willi Orban Ádám Szalai                                                 | Cap: Á. Szalai                                                          |
| 18-11-2018                                                              | Budapest                                                                | Ungheria                                                                | 2 – 0                                                                   | Finlandia                                                               | UEFA Nations League 2018-2019 - Lega C                                  | Ádám Szalai Ádám Nagy                                                   | Cap: Á. Szalai                                                          |
| 21-3-2019                                                               | Trnava                                                                  | Slovacchia                                                              | 2 – 0                                                                   | Ungheria                                                                | Qual. Euro 2020                                                         | -                                                                       | Cap: Á. Szalai                                                          |
| 24-3-2019                                                               | Budapest                                                                | Ungheria                                                                | 2 – 1                                                                   | Croazia                                                                 | Qual. Euro 2020                                                         | Ádám Szalai Máté Pátkai                                                 | Cap: Á. Szalai                                                          |
| 8-6-2019                                                                | Baku                                                                    | Azerbaigian                                                             | 1 – 3                                                                   | Ungheria                                                                | Qual. Euro 2020                                                         | 2 Willi Orban Dávid Holman                                              | Cap: B. Dzsudzsak                                                       |
| 11-6-2019                                                               | Budapest                                                                | Ungheria                                                                | 1 – 0                                                                   | Galles                                                                  | Qual. Euro 2020                                                         | Máté Pátkai                                                             | Cap: B. Dzsudzsak                                                       |
| 5-9-2019                                                                | Podgorica                                                               | Monaco                                                                  | 2 – 1                                                                   | Ungheria                                                                | Amichevole                                                              | Filip Holender                                                          | Cap: K. Németh                                                          |
| 9-9-2019                                                                | Budapest                                                                | Ungheria                                                                | 1 – 2                                                                   | Slovacchia                                                              | Qual. Euro 2020                                                         | Dominik Szoboszlai                                                      | Cap: B. Dzsudzsak                                                       |
| 10-10-2019                                                              | Spalato                                                                 | Croazia                                                                 | 3 – 0                                                                   | Ungheria                                                                | Qual. Euro 2020                                                         | -                                                                       | Cap: B. Dzsudzsak                                                       |
| 13-10-2019                                                              | Budapest                                                                | Ungheria                                                                | 1 – 0                                                                   | Azerbaigian                                                             | Qual. Euro 2020                                                         | Mihály Korhut                                                           | Cap: B. Dzsudzsak                                                       |
| 15-11-2019                                                              | Budapest                                                                | Ungheria                                                                | 1 – 2                                                                   | Uruguay                                                                 | Amichevole                                                              | Ádám Szalai                                                             | Cap: B. Dzsudzsak                                                       |
| 19-11-2019                                                              | Cardiff                                                                 | Galles                                                                  | 2 – 0                                                                   | Ungheria                                                                | Qual. Euro 2020                                                         | -                                                                       | Cap: B. Dzsudzsak                                                       |
| 3-9-2020                                                                | Sivas                                                                   | Turchia                                                                 | 0 – 1                                                                   | Ungheria                                                                | UEFA Nations League 2020-2021 - Lega B                                  | Dominik Szoboszlai                                                      | Cap: Á. Szalai                                                          |
| 6-9-2020                                                                | Budapest                                                                | Ungheria                                                                | 2 – 3                                                                   | Russia                                                                  | UEFA Nations League 2020-2021 - Lega B                                  | Roland Sallai Nemanja Nikolić                                           | Cap: Á. Szalai                                                          |
| 8-10-2020                                                               | Sofia                                                                   | Bulgaria                                                                | 1 – 3                                                                   | Ungheria                                                                | Qual. Euro 2020                                                         | Willi Orban Zsolt Kalmár Nemanja Nikolić                                | Cap: Á. Szalai                                                          |
| 11-10-2020                                                              | Belgrado                                                                | Serbia                                                                  | 0 – 1                                                                   | Ungheria                                                                | UEFA Nations League 2020-2021 - Lega B                                  | Norbert Könyves                                                         | Cap: P. Gulacsi                                                         |
| 14-10-2020                                                              | Mosca                                                                   | Russia                                                                  | 0 – 0                                                                   | Ungheria                                                                | UEFA Nations League 2020-2021 - Lega B                                  | -                                                                       | Cap: Á. Szalai                                                          |
| 12-11-2020                                                              | Budapest                                                                | Ungheria                                                                | 2 – 1                                                                   | Islanda                                                                 | Qual. Euro 2020                                                         | Loïc Nego Dominik Szoboszlai                                            | Cap: Á. Szalai                                                          |
| 15-11-2020                                                              | Budapest                                                                | Ungheria                                                                | 1 – 1                                                                   | Serbia                                                                  | UEFA Nations League 2020-2021 - Lega B                                  | Zsolt Kalmár                                                            | Cap: N. Nikolić                                                         |
| 18-11-2020                                                              | Budapest                                                                | Ungheria                                                                | 2 – 0                                                                   | Turchia                                                                 | UEFA Nations League 2020-2021 - Lega B                                  | Dávid Sigér Kevin Varga                                                 | Cap: N. Nikolić                                                         |
| 25-3-2021                                                               | Budapest                                                                | Ungheria                                                                | 3 – 3                                                                   | Polonia                                                                 | Qual. Mondiali 2022                                                     | Roland Sallai Ádám Szalai Willi Orban                                   | Cap: Á. Szalai                                                          |
| 28-3-2021                                                               | Serravalle                                                              | San Marino                                                              | 0 – 3                                                                   | Ungheria                                                                | Qual. Mondiali 2022                                                     | Ádám Szalai (rig.) Roland Sallai Nemanja Nikolić (rig.)                 | Cap: Á. Szalai                                                          |
| 31-3-2021                                                               | Andorra la Vella                                                        | Andorra                                                                 | 1 – 4                                                                   | Ungheria                                                                | Qual. Mondiali 2022                                                     | Attila Fiola Dániel Gazdag László Kleinheisler Loïc Nego                | Cap: Á. Szalai                                                          |
| 4-6-2021                                                                | Budapest                                                                | Ungheria                                                                | 1 – 0                                                                   | Cipro                                                                   | Amichevole                                                              | András Schäfer                                                          | Cap: P. Gulacsi                                                         |
| 8-6-2021                                                                | Budapest                                                                | Ungheria                                                                | 0 – 0                                                                   | Irlanda                                                                 | Amichevole                                                              | -                                                                       | Cap: Á. Szalai                                                          |
| 15-6-2021                                                               | Budapest                                                                | Ungheria                                                                | 0 – 3                                                                   | Portogallo                                                              | Euro 2020 - 1º turno                                                    | -                                                                       | Cap: Á. Szalai                                                          |
| 19-6-2021                                                               | Budapest                                                                | Ungheria                                                                | 1 – 1                                                                   | Francia                                                                 | Euro 2020 - 1º turno                                                    | Attila Fiola                                                            | Cap: Á. Szalai                                                          |
| 23-6-2021                                                               | Monaco di Baviera                                                       | Germania                                                                | 2 – 2                                                                   | Ungheria                                                                | Euro 2020 - 1º turno                                                    | Ádám Szalai András Schäfer                                              | Cap: Á. Szalai                                                          |
| 2-9-2021                                                                | Budapest                                                                | Ungheria                                                                | 0 – 4                                                                   | Inghilterra                                                             | Qual. Mondiali 2022                                                     | -                                                                       | Cap: Á. Szalai                                                          |
| 5-9-2021                                                                | Elbasan                                                                 | Albania                                                                 | 1 – 0                                                                   | Ungheria                                                                | Qual. Mondiali 2022                                                     | -                                                                       | Cap: P. Gulacsi                                                         |
| 8-9-2021                                                                | Budapest                                                                | Ungheria                                                                | 2 – 1                                                                   | Andorra                                                                 | Qual. Mondiali 2022                                                     | Ádám Szalai (rig.) Endre Botka                                          | Cap: Á. Szalai                                                          |
| 9-10-2021                                                               | Budapest                                                                | Ungheria                                                                | 0 – 1                                                                   | Albania                                                                 | Qual. Mondiali 2022                                                     | -                                                                       | Cap: P. Gulacsi                                                         |
| 12-10-2021                                                              | Londra                                                                  | Inghilterra                                                             | 1 – 1                                                                   | Ungheria                                                                | Qual. Mondiali 2022                                                     | Roland Sallai (rig.)                                                    | Cap: P. Gulacsi                                                         |
| 12-11-2021                                                              | Budapest                                                                | Ungheria                                                                | 4 – 0                                                                   | San Marino                                                              | Qual. Mondiali 2022                                                     | 2 Dominik Szoboszlai Daniel Gazdag Balint Vecsei                        | Cap: Á. Szalai                                                          |
| 15-11-2021                                                              | Varsavia                                                                | Polonia                                                                 | 1 – 2                                                                   | Ungheria                                                                | Qual. Mondiali 2022                                                     | András Schäfer Daniel Gazdag                                            | Cap: Á. Szalai                                                          |
| 24-3-2022                                                               | Budapest                                                                | Ungheria                                                                | 0 – 1                                                                   | Serbia                                                                  | Amichevole                                                              | -                                                                       | Cap: Á. Szalai                                                          |
| 29-3-2022                                                               | Belfast                                                                 | Irlanda del Nord                                                        | 1 – 0                                                                   | Ungheria                                                                | Amichevole                                                              | -                                                                       | Cap: Á. Szalai                                                          |
| 4-6-2022                                                                | Budapest                                                                | Ungheria                                                                | 1 – 0                                                                   | Inghilterra                                                             | UEFA Nations League 2022-2023 - 1º turno                                | Dominik Szoboszlai (rig.)                                               | Cap: Á. Szalai                                                          |
| 7-6-2022                                                                | Cesena                                                                  | Italia                                                                  | 2 – 1                                                                   | Ungheria                                                                | UEFA Nations League 2022-2023 - 1º turno                                | autorete                                                                | Cap: Á. Szalai                                                          |
| 11-6-2022                                                               | Budapest                                                                | Ungheria                                                                | 1 – 1                                                                   | Germania                                                                | UEFA Nations League 2022-2023 - 1º turno                                | Zsolt Nagy                                                              | Cap: Á. Szalai                                                          |
| 14-6-2022                                                               | Wolverhampton                                                           | Inghilterra                                                             | 0 – 4                                                                   | Ungheria                                                                | UEFA Nations League 2022-2023 - 1º turno                                | 2 Roland Sallai Zsolt Nagy Dániel Gazdag                                | Cap: Á. Szalai                                                          |
| 23-9-2022                                                               | Lipsia                                                                  | Germania                                                                | 0 – 1                                                                   | Ungheria                                                                | UEFA Nations League 2022-2023 - 1º turno                                | Adam Szalai                                                             | Cap: Á. Szalai                                                          |
| 26-9-2022                                                               | Budapest                                                                | Ungheria                                                                | 0 – 2                                                                   | Italia                                                                  | UEFA Nations League 2022-2023 - 1º turno                                | -                                                                       | Cap: Á. Szalai                                                          |
| 17-11-2022                                                              | Lussemburgo                                                             | Lussemburgo                                                             | 2 – 2                                                                   | Ungheria                                                                | Amichevole                                                              | Attila Szalai András Németh                                             | Cap: D. Szoboszlai                                                      |
| 20-11-2022                                                              | Budapest                                                                | Ungheria                                                                | 2 – 1                                                                   | Grecia                                                                  | Amichevole                                                              | Roland Sallai Zsolt Kalmár                                              | Cap: D. Szoboszlai                                                      |
| 23-3-2023                                                               | Budapest                                                                | Ungheria                                                                | 1 – 0                                                                   | Estonia                                                                 | Amichevole                                                              | Martin Ádám                                                             | Cap: D. Szoboszlai                                                      |
| 27-3-2023                                                               | Budapest                                                                | Ungheria                                                                | 3 – 0                                                                   | Bulgaria                                                                | Qual. Euro 2024                                                         | Bálint Vécsei Dominik Szoboszlai Martin Ádám                            | Cap: D. Szoboszlai                                                      |
| 17-6-2023                                                               | Podgorica                                                               | Montenegro                                                              | 0 – 0                                                                   | Ungheria                                                                | Qual. Euro 2024                                                         | -                                                                       | Cap: D. Szoboszlai                                                      |
| 20-6-2023                                                               | Budapest                                                                | Ungheria                                                                | 2 – 0                                                                   | Lituania                                                                | Qual. Euro 2024                                                         | Barnabás Varga Roland Sallai                                            | Cap: D. Szoboszlai                                                      |
| 7-9-2023                                                                | Belgrado                                                                | Serbia                                                                  | 1 – 2                                                                   | Ungheria                                                                | Qual. Euro 2024                                                         | Barnabás Varga Willi Orban                                              | Cap: D. Szoboszlai                                                      |
| 10-9-2023                                                               | Budapest                                                                | Ungheria                                                                | 1 – 1                                                                   | Rep. Ceca                                                               | Amichevole                                                              | Roland Sallai                                                           | Cap: D. Szoboszlai                                                      |
| 14-10-2023                                                              | Budapest                                                                | Ungheria                                                                | 2 – 0                                                                   | Serbia                                                                  | Qual. Euro 2024                                                         | Barnabás Varga Roland Sallai                                            | Cap: D. Szoboszlai                                                      |
| 17-10-2023                                                              | Kaunas                                                                  | Lituania                                                                | 2 – 2                                                                   | Ungheria                                                                | Qual. Euro 2024                                                         | Dominik Szoboszlai (rig.) Barnabás Varga                                | Cap: D. Szoboszlai                                                      |
| 16-11-2023                                                              | Sofia                                                                   | Bulgaria                                                                | 2 – 2                                                                   | Ungheria                                                                | Qual. Euro 2024                                                         | Martin Ádám autorete                                                    | Cap: D. Szoboszlai                                                      |
| 19-11-2023                                                              | Budapest                                                                | Ungheria                                                                | 3 – 1                                                                   | Montenegro                                                              | Qual. Euro 2024                                                         | 2 Dominik Szoboszlai Ádám Nagy                                          | Cap: D. Szoboszlai                                                      |
| 22-3-2024                                                               | Budapest                                                                | Ungheria                                                                | 1 – 0                                                                   | Turchia                                                                 | Amichevole                                                              | Dominik Szoboszlai                                                      | Cap: D. Szoboszlai                                                      |
| 26-3-2024                                                               | Budapest                                                                | Ungheria                                                                | 2 – 0                                                                   | Kosovo                                                                  | Amichevole                                                              | Dominik Szoboszlai Zsolt Nagy                                           | Cap: D. Szoboszlai                                                      |
| 4-6-2024                                                                | Dublino                                                                 | Irlanda                                                                 | 2 – 1                                                                   | Ungheria                                                                | Amichevole                                                              | Ádám Lang                                                               | Cap: D. Szoboszlai                                                      |
| 8-6-2024                                                                | Debrecen                                                                | Ungheria                                                                | 3 – 0                                                                   | Israele                                                                 | Amichevole                                                              | Roland Sallai 2 Barnabás Varga                                          | Cap: D. Szoboszlai                                                      |
| 15-6-2024                                                               | Colonia                                                                 | Ungheria                                                                | 1 – 3                                                                   | Svizzera                                                                | Euro 2024 - 1º turno                                                    | Barnabás Varga                                                          | Cap: D. Szoboszlai                                                      |
| 19-6-2024                                                               | Stoccarda                                                               | Germania                                                                | 2 – 0                                                                   | Ungheria                                                                | Euro 2024 - 1º turno                                                    | -                                                                       | Cap: D. Szoboszlai                                                      |
| 23-6-2024                                                               | Stoccarda                                                               | Scozia                                                                  | 0 – 1                                                                   | Ungheria                                                                | Euro 2024 - 1º turno                                                    | Kevin Csoboth                                                           | Cap: D. Szoboszlai                                                      |
| 7-9-2024                                                                | Düsseldorf                                                              | Germania                                                                | 5 – 0                                                                   | Ungheria                                                                | UEFA Nations League 2024-2025 - Lega A                                  | -                                                                       | Cap: D. Szoboszlai                                                      |
| 10-9-2024                                                               | Budapest                                                                | Ungheria                                                                | 0 – 0                                                                   | Bosnia ed Erzegovina                                                    | UEFA Nations League 2024-2025 - Lega A                                  | -                                                                       | Cap: D. Szoboszlai                                                      |
| 11-10-2024                                                              | Budapest                                                                | Ungheria                                                                | 1 – 1                                                                   | Paesi Bassi                                                             | UEFA Nations League 2024-2025 - Lega A                                  | Roland Sallai                                                           | Cap: D. Szoboszlai                                                      |
| 14-10-2024                                                              | Zenica                                                                  | Bosnia ed Erzegovina                                                    | 0 – 2                                                                   | Ungheria                                                                | UEFA Nations League 2024-2025 - Lega A                                  | 2 Dominik Szoboszlai (1 rig.)                                           | Cap: D. Szoboszlai                                                      |
| 16-11-2024                                                              | Amsterdam                                                               | Paesi Bassi                                                             | 4 – 0                                                                   | Ungheria                                                                | UEFA Nations League 2024-2025 - Lega A                                  | -                                                                       | Cap: D. Szoboszlai                                                      |
| 19-11-2024                                                              | Budapest                                                                | Ungheria                                                                | 1 – 1                                                                   | Germania                                                                | UEFA Nations League 2024-2025 - Lega A                                  | Dominik Szoboszlai (rig.)                                               | Cap: D. Szoboszlai                                                      |
| 20-3-2025                                                               | Istanbul                                                                | Turchia                                                                 | 3 – 1                                                                   | Ungheria                                                                | UEFA Nations League 2024-2025 - Lega A (Spareggi)                       | András Schäfer                                                          | Cap: D. Szoboszlai                                                      |
| 23-3-2025                                                               | Budapest                                                                | Ungheria                                                                | 0 – 3                                                                   | Turchia                                                                 | UEFA Nations League 2024-2025 - Lega A (Spareggi)                       | -                                                                       | Cap: D. Szoboszlai                                                      |
| 6-6-2025                                                                | Budapest                                                                | Ungheria                                                                | 0 – 2                                                                   | Svezia                                                                  | Amichevole                                                              | -                                                                       | Cap: D. Szoboszlai                                                      |
| Totale                                                                  |                                                                         | Presenze                                                                | 75                                                                      |                                                                         | Reti                                                                    | 98                                                                      |                                                                         |

## Palmarès

### Giocatore

#### Competizioni giovanili
- Coppa Italia Primavera: 1

Torino: 1982-1983
- Torneo di Viareggio: 1

Torino: 1984

#### Competizioni nazionali
- Campionato italiano di Serie B: 1

Brescia: 1991-1992
- Coppa Italia: 1

Sampdoria: 1993-1994

### Allenatore

#### Club
- Campionato ungherese: 1

Honved: 2016-2017

#### Individuale
- Miglior allenatore del campionato ungherese: 1

2016-2017
- Panchina d'oro speciale: 1

2017-2018